# Samsara

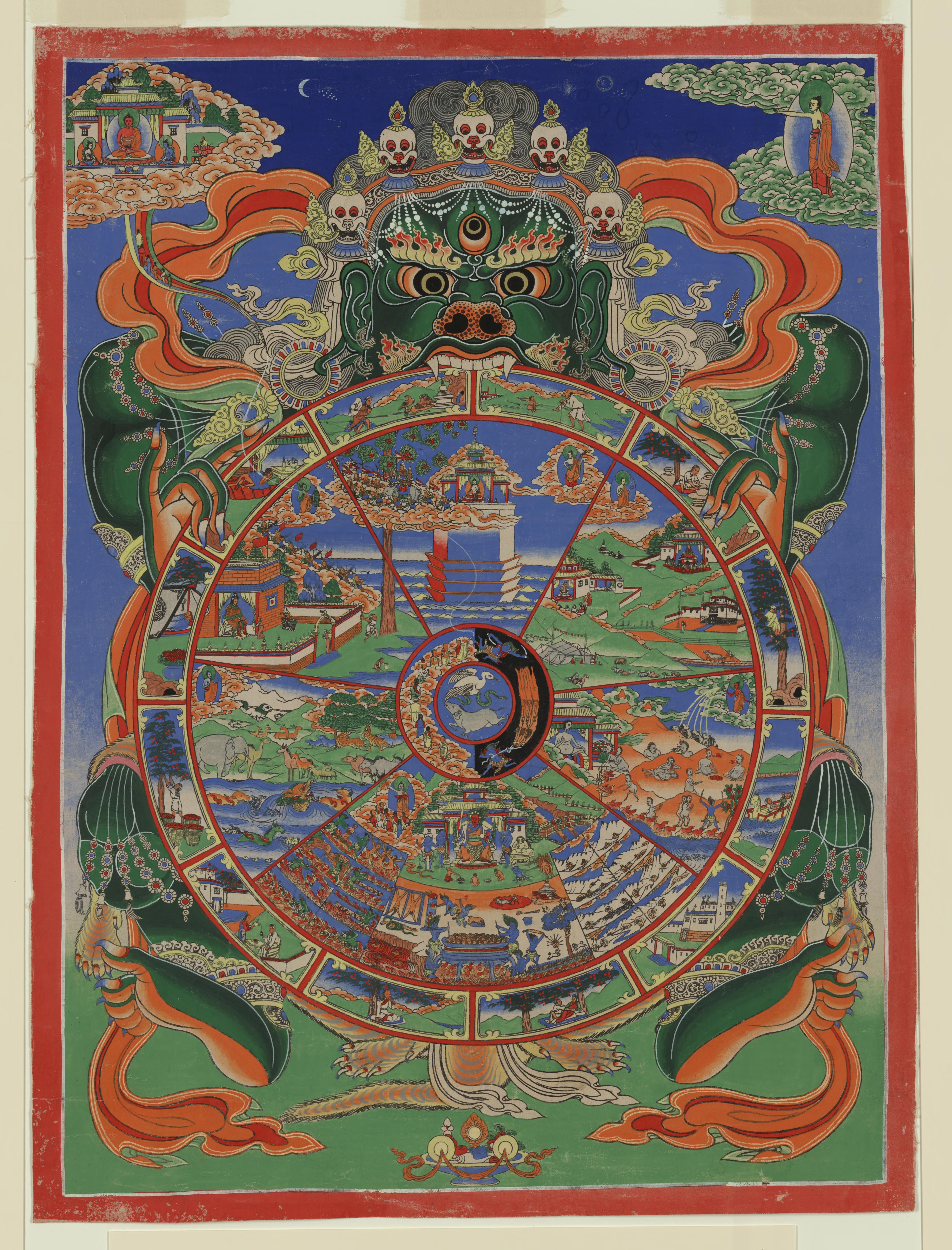
Lebensrad zur Darstellung des leidhaften Samsara

Samsara (Sanskrit, n., संसार, saṃsāra; Pali: saṃsāra; wörtlich: „beständiges Wandern“) ist die Bezeichnung für den immerwährenden Zyklus des Seins, den Kreislauf von Werden und Vergehen oder den Kreislauf der Wiedergeburten in den indischen Religionen Buddhismus, Jainismus und Teilströmungen des Hinduismus und Manichäismus.
Dieser Kreislauf wird in einigen indischen Religionen als leidvoll (siehe Dukkha/Leiden) gewertet. Der Ausbruch aus diesem unheilvollen Kreislauf geschieht auf dem Wege des Loslassens von allen Bindungen, Begierden und Wunschvorstellungen sowie durch Erkenntnis. Erreicht wird der Zustand der „Erlöstheit“ (und nach einigen Varianten der ewigen Glückseligkeit, siehe Erlösung), den die Hindus Moksha und die Buddhisten Nirwana nennen.
Sehr anschaulich wird Samsara im so genannten Lebensrad dargestellt, das im tibetischen Buddhismus weit verbreitet ist. Dabei sind im Zentrum, um die Nabe, die Triebkräfte des Rades dargestellt, die Drei Geistesgifte: Gier, Hass und Verblendung, als Hahn, Schlange und Schwein. Der Hahn symbolisiert die Gier, die Schlange den Hass und das Schwein die Unwissenheit. Daran anschließend ist das Resultat von Handlungen basierend auf den Geistesgiften als absteigender Weg schwarz, der Weg der Überwindung dieser Geistesgifte wird als aufsteigender Pfad weiß dargestellt. Diese Wege führen auf der nächsten Ebene in die sechs möglichen Wiedergeburtsbereiche; dargestellt als: Weiß (von oben nach unten): Götter (Devas oder Suras), Asuras, Menschen und Schwarz (von oben nach unten): Tiere, hungrige Geister (Pretas), Höllenwesen. Dabei nimmt das Ausmaß des Leidens vom Götterbereich abwärts kontinuierlich zu, bis zu den extremen Leidenserfahrungen und den verschiedenen Höllenbereichen (kalte, heiße, große Höllen).
Allerdings eignet sich eine menschliche Daseinsform am besten, um Nirwana zu erreichen, da man als Mensch weder übermäßig Leid noch übermäßig Glück erfährt. Bei einer Daseinsform als Gott ist das Glücksempfinden so stark, dass man keinen Grund sehen wird, aus dieser Existenz in Samsara auszubrechen. Bei einer Daseinsform als Tier hat man nicht den nötigen Verstand, um aus Samsara auszubrechen, und bei einer Daseinsform als hungriger Geist oder Höllenwesen hat man aufgrund des überwiegenden Leidens nur schwer die Möglichkeit dazu.
Im Außenbereich werden die Zwölf Glieder des abhängigen Entstehens bildlich dargestellt, wo Nichtwissen (Sanskrit „avidya“, Pali „avijja“) am Anfang/Ende des gesamten Kreislaufs steht.
Die Lehre von Samsara ist nicht in allen Indischen Religionen (beziehungsweise deren unterschiedlichen Strömungen, z. B.: Hinduismus und Buddhismus) universell akzeptiert und Ansichten über diese unterscheiden sich dementsprechend. Im frühen Hinduismus sowie dem Ur-Buddhismus herrscht noch der Glaube an eine Geisterwelt und Ahnenverehrung vor. Die Lehre von Wiedergeburt und Samsara ist in den frühen Vedischen Schriften (Rigveda) noch nicht vorhanden. Erste theoretische Fragestellungen in Richtung Wiedergeburt und Lebenskreisläufen existieren erst in den Upanishaden und wurden anschließend von kleineren Gruppen propagiert, bevor diese Ansicht weitgehend, aber nicht allumfassend, Teil des Indischen Kulturkreises wurde.